# Bartholomeus Schultz
Bartholomeus Schultz, död 1 augusti 1623 i Stockholm, var en tysk sinkenist, kompositör och kapellmästare. Schultz var 1613-1620 hovmusiker vid hovkapellet i Berlin innan han sistnämnda år kom till Stockholm för att leda hovkapellet. 1616 hade Schultz gett ut femstämmiga instrumentalverk i samlingen Newe lieblische Paduanen und Galliarden. I Västerås finns en ofullständig handskrift bevarad av Cantate Dominum in sancti eius.